# Postens diligenstrafik

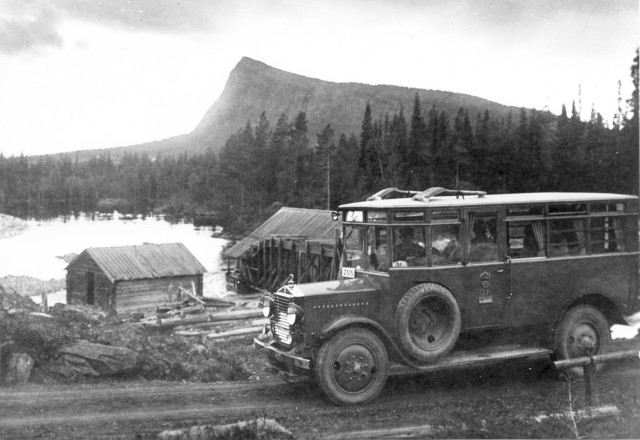
Postdiligens på linjen Sollefteå – Strömsund – Jormlien (1930-talet).

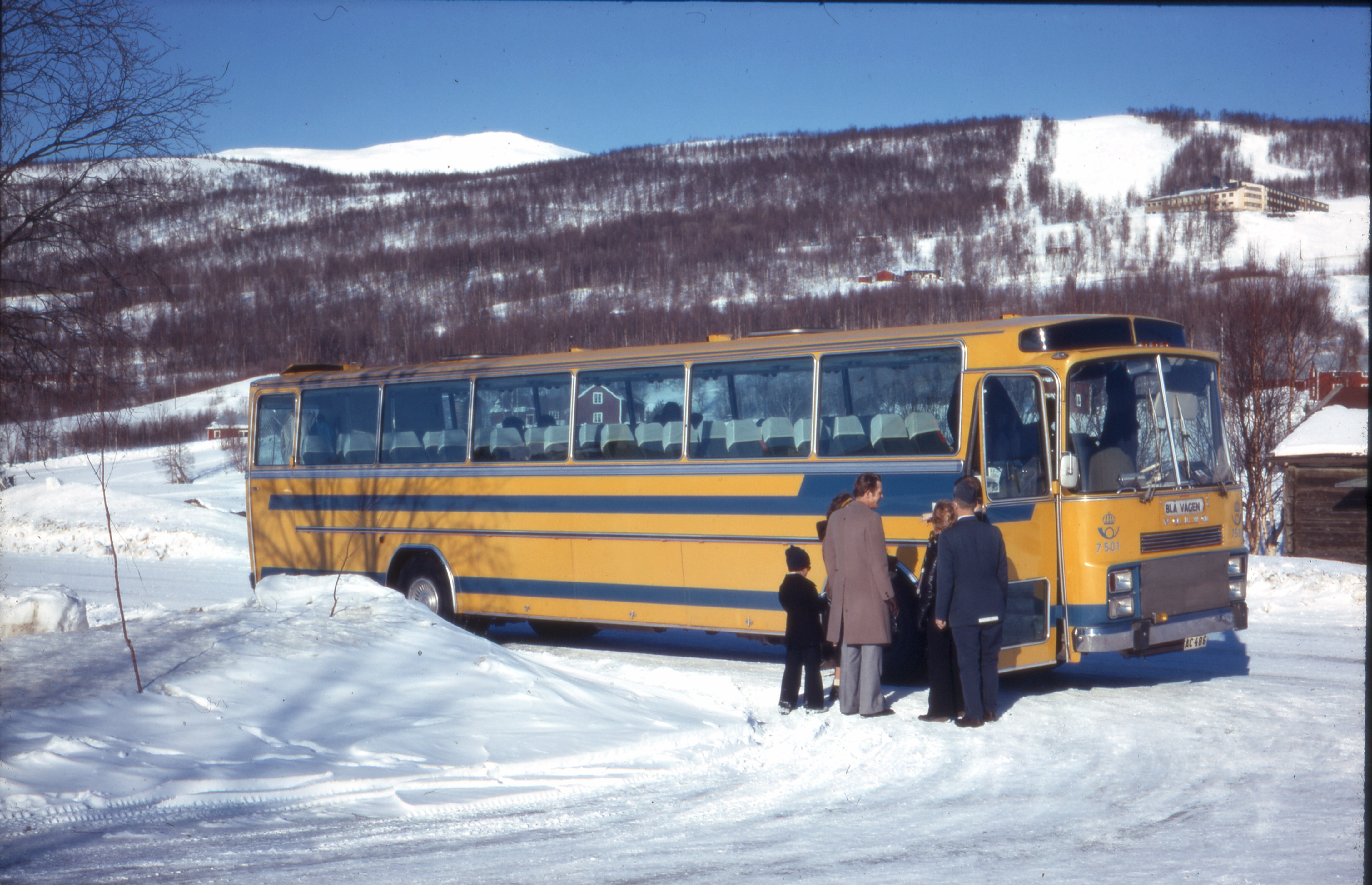
Postverkets turistbuss på Blå vägen (1972).

Postens diligenstrafik var Postverkets egen bussrörelse, som inrättades år 1923 då linjen Lycksele–Tvärålund vid stambanan genom övre Norrland öppnades. Starkt drivande vid tillkomsten av verksamheten var generaldirektören Julius Juhlin.

## Historik
Diligenstrafikens linjenät varierade kraftigt i omfattning och utsträckning över tid men hade under alla år sin huvudsakliga utbredning i Norrland, även om trafik tidvis bedrevs så långt söderut som i Fryksdalen i Värmland. Diligenstrafikens bussar var utförda i den karakteristiska postgula färgen med accentuerande detaljer i blått. I huvudsak bedrev man lokal och regional persontrafik i kombination med gods- och posttransporter. I trafiken använde man sig av en lång rad fordon av olika slag, men särskilt välkända blev de kombinerade gods- och personförande bussarna som specialbyggdes för diligenstrafiken av flera svenska och finländska karossbyggare, av vilka kan nämnas Hägglund & söner, Säffle karosserifabrik och Wiima. Det förekom även att tunga lastbilssläp drogs efter bussarna. Verksamheten genomgick flera omorganisationer under årens lopp. Ursprungligen leddes trafiken från Postverkets huvudkontor i Stockholm, men år 1965 inrättades ett särskilt ledningskontor i Lycksele, som ansvarade för hela bussverksamheten.
År 1991 övertog Swebus Postens diligenstrafik genom en överenskommelse mellan Statens järnvägar och Postverket, där bland annat SJ Expressgods överläts på Posten i utbyte mot dess linje- och godstrafik i norr. Numera ombesörjs den trafik som ursprungligen bedrevs av Posten av flera olika större och mindre operatörer, efter att trafiken upphandlats av länstrafikbolagen. Fortfarande förekommer specialbyggda bussar med godsutrymme i bakdelen. Godsfrakten säljs genom bolaget Bussgods.

## Bussar

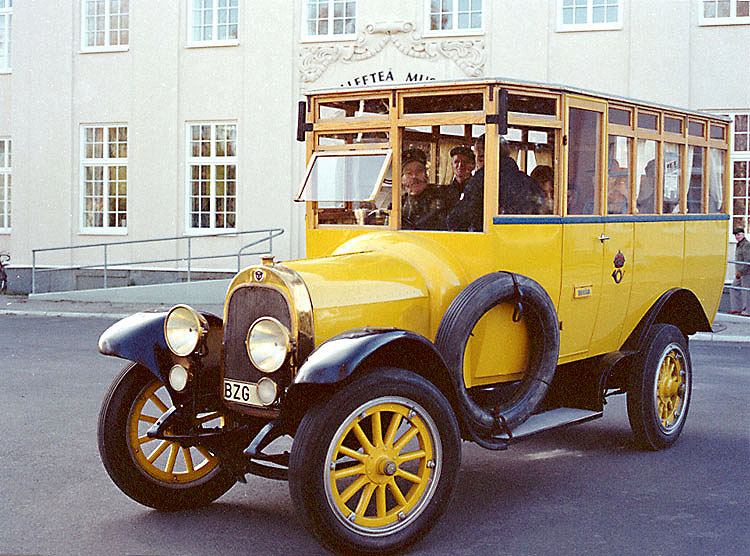
Scania-Vabis, från omkring 1920
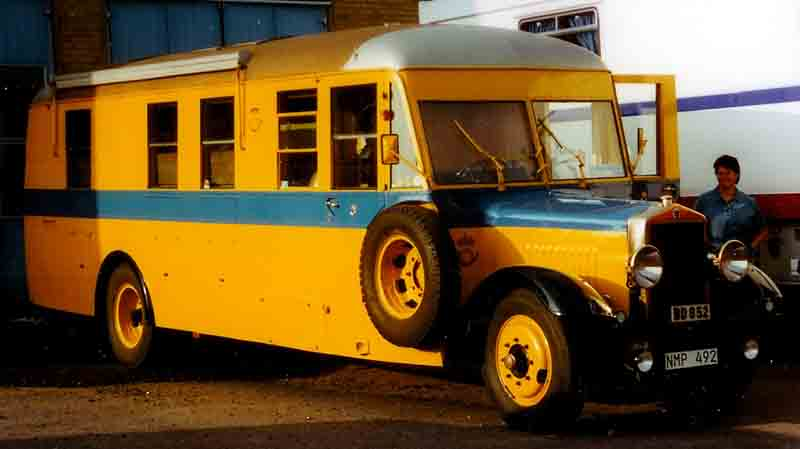
Scania-Vabis 3243, från 1929
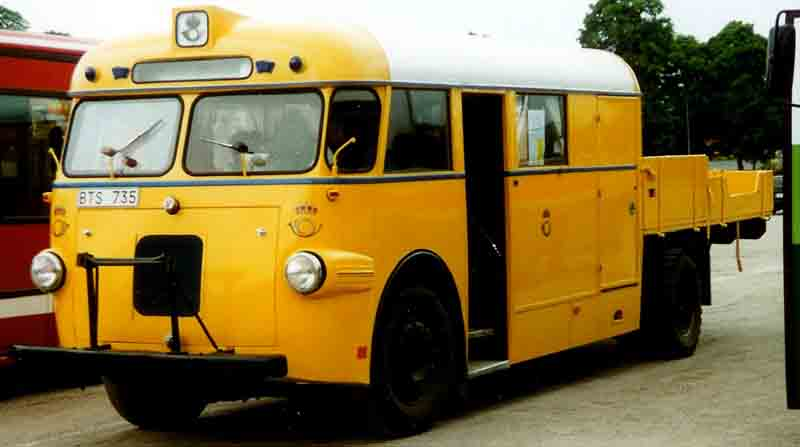
Scania-Vabis 2B21, skvader från 1949
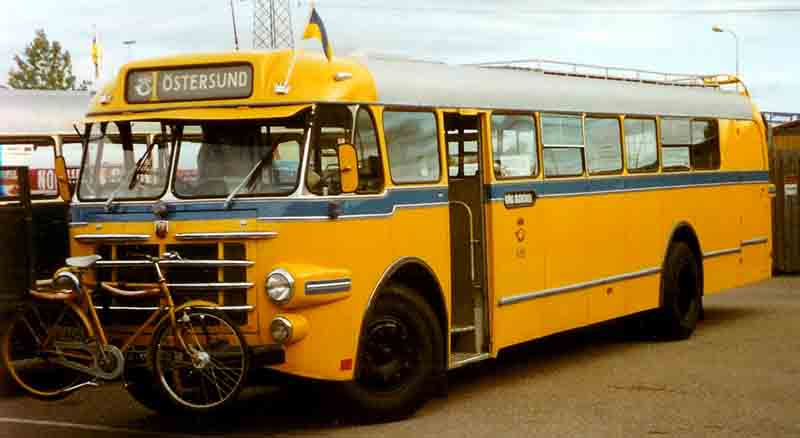
Scania-Vabis B71, lastrumsbuss från omkring 1960